# Avery Johnson
Avery Johnson (New Orleans, Luisiana; 25 de marzo de 1965) es un entrenador y exjugador de baloncesto estadounidense que disputó 16 temporadas en la NBA. Se le conocía cono "The little general" (el pequeño general), debido a su capacidad de liderazgo a pesar de su corta estatura (1,80 metros), y jugaba en la posición de base.

## Trayectoria deportiva

### Universidad
Pasó por las universidades de New Mexico y Cameron antes de ir a parar a la Southern University, donde en su temporada sénior, en 1988, consiguió el récord de la NCAA de más asistencias por partido, con 13,3, que todavía se mantiene vigente.

### Profesional
No fue seleccionado en el Draft de la NBA de 1988, por lo que decidió disputar la liga USBL ese verano. Ese mismo año acabó firmando con los Seattle Supersonics, y lo que parecía iba a convertirse en un corto periodo entre los profesionales se convirtió al final en 16 años de prolífica carrera. Además de en los Sonics, jugó también con los Denver Nuggets, San Antonio Spurs, Houston Rockets, Golden State Warriors y Dallas Mavericks. Su mejor temporada fue la 95-96 con los Spurs, donde promedió 13,1 puntos y 9,6 asistencias, acabando el segundo de la liga en ese aspecto.
Fue campeón de la NBA con los San Antonio Spurs en la temporada 1998-1999, anotando la canasta ganadora a falta de unos segundo del final en el quinto y último juego de la serie en el Madison Square Garden Arena ante los New York Knicks.
En el total de su carrera, sus promedios fueron de 8,4 puntos, 5,5 asistencias y 1,7 rebotes por partido.

### Entrenador

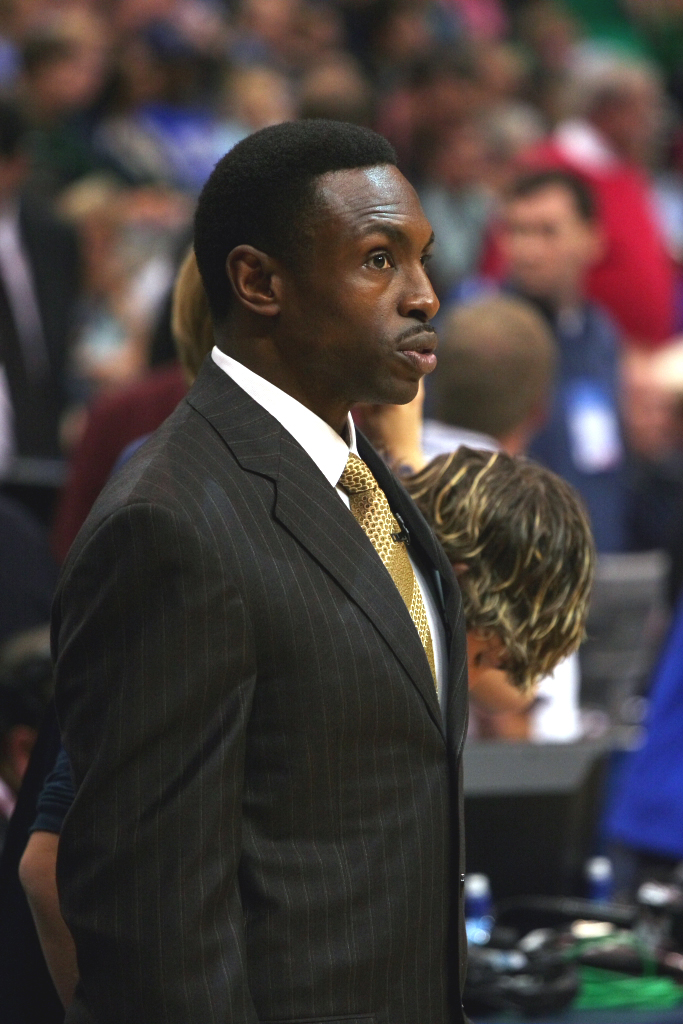
Johnson entrenando a los Mavs en 2008.

En la temporada 2004-05 firmó como jugador-entrenador por los Dallas Mavericks, como asistente de  Don Nelson. Antes de empezar la temporada decide retirarse como jugador, asumiendo sus funciones como entrenador. En marzo de 2005 Nelson es destituido, haciéndose cargo desde entonces como entrenador principal.
La temporada siguiente fue sin duda su mejor año, cuando fue en primer lugar seleccionado como entrenador de la Conferencia Oeste del All Star de la NBA 2006, al ser su equipo el que más victorias llevaba a mitad de temporada. Posteriormente fue elegido Entrenador del Año de la NBA, poco antes de llevar a los Mavericks a su primera Final de la NBA, cayendo en la misma ante Miami Heat.
El 31 de diciembre de 2006 se convirtió en el entrenador de la historia de la NBA que más rápido llegaba a las 100 victorias.
En abril de 2008 fue despedido de los Dallas Mavericks debido los malos resultados cosechados en los playoffs 2008. 
El 9 de junio de 2010 fue contratado por New Jersey Nets, de donde fue cesado a finales de 2012.
El 6 de abril de 2015 se une a la Universidad de Alabama como entrenador principal de los Crimson Tide, reemplazando a Anthony Grant. Tras la derrota en primera ronda en el National Invitation Tournament 2019, en marzo de 2019, se acuerda la rescisión de su contrato.

### Comentarista
Antes de entrenar a los Nets, el 17 de octubre de 2008, se une a la cadena ESPN como analista deportivo.
En 2013, regresa a la televisión para los programas de ESPN:SportsCenter, NBA Coast to Coast, y NBA Tonight.

## Estadísticas de su carrera en la NBA
|  | Denota temporada en la que fue Campeón de la NBA |

### Temporada regular
| Año     | Equipo       | PJ    | PT  | MPP  | %TC  | %3P  | %TL  | RPP | APP | ROB | TPP | PPP  |
| ------- | ------------ | ----- | --- | ---- | ---- | ---- | ---- | --- | --- | --- | --- | ---- |
| 1988-89 | Seattle      | 43    | 0   | 6.8  | .349 | .111 | .563 | .6  | 1.7 | .5  | .1  | 1.6  |
| 1989-90 | Seattle      | 53    | 10  | 10.8 | .387 | .250 | .725 | .8  | 3.1 | .5  | .0  | 2.6  |
| 1990-91 | Denver       | 21    | 4   | 10.3 | .426 | .000 | .656 | 1.0 | 3.7 | .7  | .1  | 3.8  |
| 1990-91 | San Antonio  | 47    | 10  | 15.8 | .483 | .200 | .691 | 1.2 | 3.3 | .7  | .0  | 5.1  |
| 1991-92 | San Antonio  | 20    | 14  | 23.3 | .509 | .200 | .750 | 1.8 | 5.0 | 1.1 | .2  | 6.8  |
| 1991-92 | Houston      | 49    | 1   | 15.8 | .464 | .300 | .609 | .9  | 3.4 | .8  | .1  | 5.1  |
| 1992-93 | San Antonio  | 75    | 49  | 27.1 | .502 | .000 | .791 | 1.9 | 7.5 | 1.1 | .2  | 8.7  |
| 1993-94 | Golden State | 82    | 70  | 28.4 | .492 | .000 | .704 | 2.1 | 5.3 | 1.4 | .1  | 10.9 |
| 1994-95 | San Antonio  | 82    | 82  | 36.7 | .519 | .136 | .685 | 2.5 | 8.2 | 1.4 | .2  | 13.4 |
| 1995-96 | San Antonio  | 82    | 82  | 37.6 | .494 | .194 | .721 | 2.5 | 9.6 | 1.5 | .3  | 13.1 |
| 1996-97 | San Antonio  | 76    | 76  | 32.5 | .477 | .231 | .690 | 1.9 | 6.8 | 1.3 | .2  | 10.5 |
| 1997-98 | San Antonio  | 75    | 73  | 35.7 | .478 | .154 | .726 | 2.0 | 7.9 | 1.1 | .2  | 10.2 |
| 1998-99 | San Antonio  | 50    | 50  | 33.4 | .473 | .083 | .568 | 2.4 | 7.4 | 1.0 | .2  | 9.7  |
| 1999-00 | San Antonio  | 82    | 82  | 31.4 | .473 | .111 | .735 | 1.9 | 6.0 | .9  | .2  | 11.2 |
| 2000-01 | San Antonio  | 55    | 20  | 23.5 | .447 | .167 | .683 | 1.5 | 4.3 | .6  | .1  | 5.6  |
| 2001-02 | Denver       | 51    | 13  | 23.5 | .486 | .000 | .747 | 1.3 | 5.1 | .7  | .2  | 9.4  |
| 2001-02 | Dallas       | 17    | 0   | 8.9  | .429 | —    | .706 | .3  | 1.6 | .3  | .1  | 3.2  |
| 2002-03 | Dallas       | 48    | 0   | 9.0  | .420 | .000 | .769 | .6  | 1.3 | .3  | .0  | 3.3  |
| 2003-04 | Golden State | 46    | 1   | 13.8 | .402 | .000 | .667 | .7  | 2.4 | .6  | .1  | 4.6  |
| Total   | Total        | 1,054 | 637 | 25.3 | .479 | .145 | .706 | 1.7 | 5.5 | 1.0 | .1  | 8.4  |

### Playoffs
| Año   | Equipo       | PJ | PT | MPP  | %TC  | %3P  | %TL   | RPP | APP | ROB | TPP | PPP  |
| ----- | ------------ | -- | -- | ---- | ---- | ---- | ----- | --- | --- | --- | --- | ---- |
| 1989  | Seattle      | 6  | 0  | 5.2  | .417 | .000 | .500  | .7  | .8  | .7  | .0  | 1.8  |
| 1991  | San Antonio  | 3  | 0  | 6.3  | .000 | .000 | 1.000 | .0  | 1.3 | .3  | .0  | .7   |
| 1993  | San Antonio  | 10 | 10 | 31.4 | .514 | .000 | .714  | 3.1 | 8.1 | 1.0 | .1  | 8.2  |
| 1994  | Golden State | 3  | 0  | 13.7 | .529 | .000 | —     | 1.0 | 3.3 | 1.3 | .3  | 6.0  |
| 1995  | San Antonio  | 15 | 15 | 38.3 | .517 | .000 | .621  | 2.1 | 8.3 | 1.3 | .4  | 14.5 |
| 1996  | San Antonio  | 10 | 10 | 40.7 | .430 | .000 | .704  | 3.6 | 9.4 | 2.0 | .1  | 12.3 |
| 1998  | San Antonio  | 9  | 9  | 38.0 | .604 | .000 | .667  | 1.4 | 6.1 | 1.0 | .0  | 17.3 |
| 1999  | San Antonio  | 17 | 17 | 38.4 | .487 | .333 | .681  | 2.5 | 7.4 | 1.2 | .1  | 12.6 |
| 2000  | San Antonio  | 4  | 4  | 36.0 | .452 | —    | .714  | 2.3 | 5.3 | 1.0 | .0  | 12.0 |
| 2001  | San Antonio  | 13 | 0  | 21.6 | .386 | .000 | .533  | 1.2 | 3.2 | .8  | .1  | 5.8  |
| Total | Total        | 90 | 65 | 31.2 | .486 | .063 | .661  | 2.1 | 6.2 | 1.1 | .1  | 10.5 |